# Burcze
Burcze (ukr. Бірче) – wieś na Ukrainie w rejonie lwowski należącym do obwodu lwowskiego.